# 志賀清
志賀 清（しが きよし）は、日本のヴァイオリニスト。

## 略歴
- 1928年 - ヴァイオリニストの父のものとに生まれる。7歳のころより、ヴァイオリンを始める。
- 1945年 - 武蔵野音楽学校に入学する。
- 1946年 - 進駐軍将校クラブでの仕事で、ヴァイオリンを弾く。東京ニュークラシック楽団の団員に入る。ジャズやタンゴでのヴァイオリン演奏にたずさわる。
- 1949年 - 「志賀清とスィンギングストリングス」を結成する。
- 1960年 - 「志賀清とミリオンサウンズオーケストラ」を編成する。1961年には、タンゴ楽団「志賀清とオルケスタ・ティピカ・モデルナ」を立ち上げる。
- 1964年 - 志賀清が「早川真平とオルケスタ・ティピカ東京」のメンバーとして、アルゼンチンその他の国での演奏旅行に参加する。その後、日本のタンゴヴァイオリニスト第一人者として、活躍する。
- 1972年 - 「オルケスタ・ティピカ東京」が活動休止状態となる。志賀清は、「志賀清とアルテリーベストリングス」や「志賀清とオルケスタモデルナ」を編成する。NHKの「名曲アルバム」のアルゼンチン編(「志賀清とモデルノス」名義でエル・チョクロとカミニートをメドレーで伴奏)の録音に参加する。
- 1998年 - 「志賀清とオルケスタ・ティピカ東京」という名称で、「オルケスタ・ティピカ東京」を再開させる。